# Sitticus talgarensis
Sitticus talgarensis là một loài nhện trong họ Salticidae.
Loài này thuộc chi Sitticus. Sitticus talgarensis được Dmitri Viktorovich Logunov & Wanda Wesołowska miêu tả năm 1993.